# 德蒙鎮區 (阿肯色州蘭道夫縣)
德蒙鎮區（英語：Demun Township）是位於美國阿肯色州蘭道夫縣的一個行政鎮區。

## 地方資料
德蒙鎮區的面積為107.17平方千米，當中陸地面積為105.69平方千米，而水域面積為1.48平方千米。根據2010年美國人口普查的數據，當地共有人口8191人，而人口密度為每平方千米76.43人。